# Adán Nuñez
Adán Nuñez González (Guadalajara, Jalisco, México, 27 de febrero de 1974) es un exfutbolista mexicano, se desempeñaba en la demarcación de defensa y jugó toda su carrera en el Deportivo Toluca de la Primera División de México.

## Trayectoria
Inició con Toluca. Debutó en la temporada 95-96 Militó  en toda su carrera en ese club.

También tuvo participación en el club filial de la Primera División A el Atlético Mexiquense con cárnet único para jugar con el primer club.
Se retiró en 2002 por una lesión que lo aquejaba por casi 2 años.

### Clubes
| Club             | País   | Año         | Partidos | Goles |
| ---------------- | ------ | ----------- | -------- | ----- |
| Deportivo Toluca | México | 1995 - 2002 | 65       | 0     |

## Estadísticas

### Clubes
La siguiente tabla detalla los encuentros disputados y los goles marcados en los clubes en los que ha militado. 
| Deportivo Toluca · México | 1.ª                 |                     |    |   |   |   |   |   |    |   |
| Deportivo Toluca · México | 1.ª                 | 1995-96             | 9  | 0 | 3 | 0 | - | - | 12 | 0 |
| Deportivo Toluca · México | 1.ª                 | 1996-97             | 2  | 0 | 3 | 0 | - | - | 5  | 0 |
| Deportivo Toluca · México | 1.ª                 | 1997-98             | 7  | 0 | - | - | - | - | 7  | 0 |
| Deportivo Toluca · México | 1.ª                 | 1998-99             | 1  | 0 | 0 | 0 | 0 | 0 | 1  | 0 |
| Deportivo Toluca · México | 1.ª                 | 1999-00             | 7  | 0 | 1 | 0 | 1 | 0 | 9  | 0 |
| Deportivo Toluca · México | 1.ª                 | 2000-01             | 15 | 0 | - | - | - | - | 15 | 0 |
| Deportivo Toluca · México | 1.ª                 | 2001-02             | 16 | 0 | 2 | 0 | - | - | 18 | 0 |
| Deportivo Toluca · México | 1.ª                 | Total               | 57 | 0 | 9 | 0 | 1 | 0 | 66 | 0 |
| Total en su carrera | Total en su carrera | Total en su carrera | 57 | 0 | 9 | 0 | 1 | 0 | 66 | 0 |
| (1)Incluye datos de la Copa México (1994-1997) y Pre-Pre Libertadores (1998 y 2000). (2)Incluye datos de la Concacaf Liga de Campeones (1998 y 1999), y la Copa Pre Libertadores (2000) .) |                     |                     |    |   |   |   |   |   |    |   |

## Títulos

### Campeonatos nacionales
| Título        | Club             | País   | Año  |
| ------------- | ---------------- | ------ | ---- |
| Torneo Verano | Deportivo Toluca | México | 1998 |
| Torneo Verano | Deportivo Toluca | México | 1999 |
| Torneo Verano | Deportivo Toluca | México | 2000 |

Otros logros
- Subcampeón de la Copa de Campeones de la Concacaf 1998 con el Deportivo Toluca.